# Victoria Cup 2008

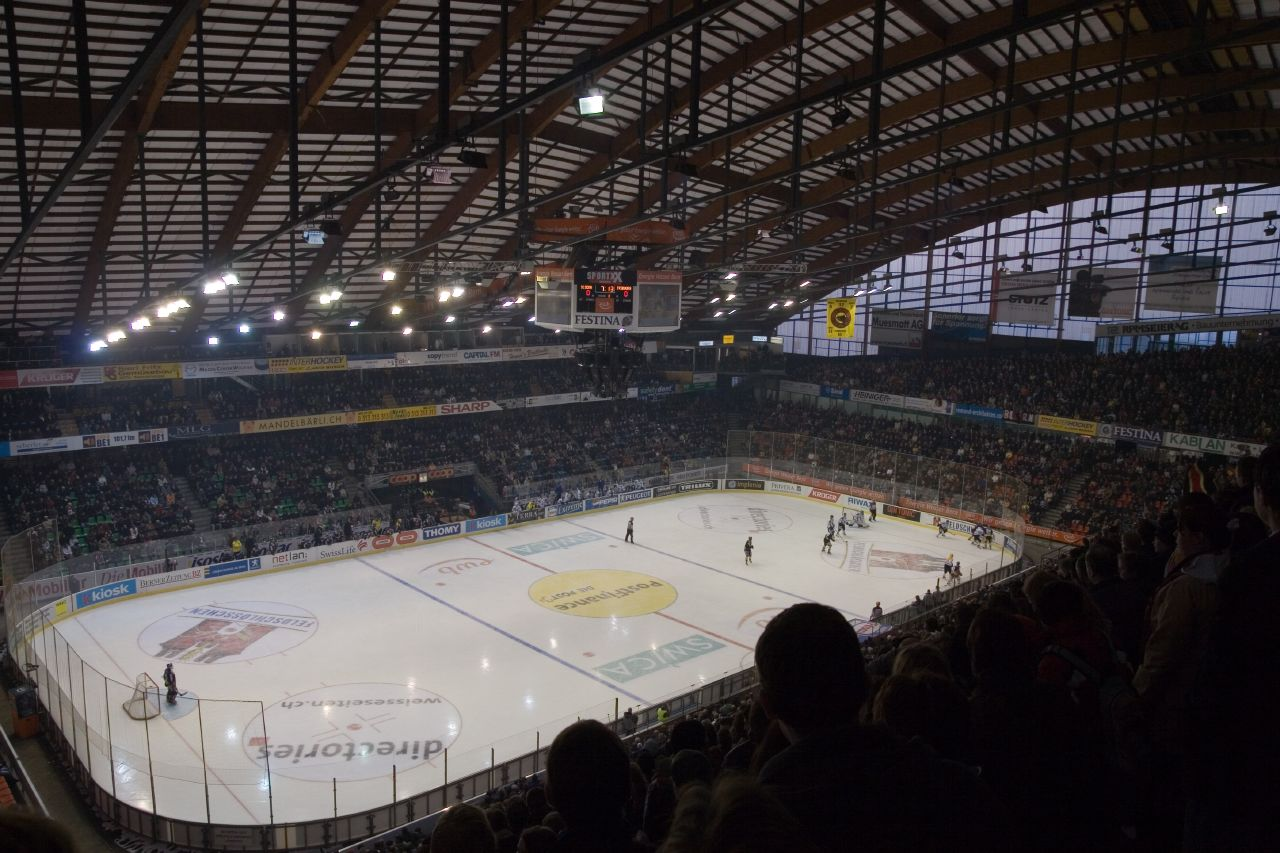
PostFinance-Arena v Bernu

Victoria Cup 2008 byl první ročník tohoto klání, který se odehrál 1. října 2008 formou jednoho zápasu mezi Metallurgem Magnitogorsk, vítězem Super six 2008, a New Yorkem Rangers, zástupcem NHL. Místem konání byla zvolena PostFinance-Arena, jež se nachází ve švýcarském Bernu. Utkání se hrálo podle pravidel IIHF.

## Zápas
| 1. říjen 2008 | Metallurg Magnitogorsk | 3 - 4         | New York Rangers | PostFinance-Arena, Bern |
| 19:30         | Metallurg Magnitogorsk | 2-0, 1-1, 0-3 | New York Rangers |                         |

| Souhrn zápasu | Souhrn zápasu                            | Souhrn zápasu | Souhrn zápasu                            | Souhrn zápasu                                            |
| ------------- | ---------------------------------------- | ------------- | ---------------------------------------- | -------------------------------------------------------- |
|               | Platonov 2' Maleňkich 19' Zavaruchin 31' |               | 40', 51' Drury 46' Fritsche 60' Callahan | Diváků: 13 794 Rozhodčí: Dan Ohalloran Jyri Petteri Rönn |